# Aphis gerardiae
Aphis gerardiae är en insektsart. Aphis gerardiae ingår i släktet Aphis och familjen långrörsbladlöss. Inga underarter finns listade i Catalogue of Life.